# Phường chèo má xám
Pericrocotus solaris là một loài chim trong họ Campephagidae.
Loài chim này được tìm thấy từ dãy Himalaya đến Trung Quốc, Đài Loan và Đông Nam Á. Môi trường sống tự nhiên của chúng là rừng cao khoảng 1.000–2.000 m.